# Коккальо
Коккальо (итал. Coccaglio, ломб. Cocài / Cucài) — коммуна в Италии, в провинции Брешиа области Ломбардия.
Население составляет 7721 человек (2004), плотность населения составляет 640 чел./км². Занимает площадь 11 км². Почтовый индекс — 25030. Телефонный код — 030.
Покровителями коммуны почитаются святой Маврикий, мученик, и святой Гиацинт, празднование 22 ноября.